# ザ・ヘヴィー
ザ・ヘヴィー（英: The Heavy）は、イギリスのロック・バンド。

## 概要
イギリス南部のバースで、黒人ボーカリストのケルヴィン・スワビーとギタリストのダニエル・テイラー（ダンT）を中心に結成された4人組バンド。基本的に楽曲は、この2人によって制作されている。キャリアをスタートさせると、間もなくクリス・エリュール（ドラム) とスペンサー・ペイジ（ベース）がメンバーに加わり、現在は脱退した紅一点のリトル・ハンナも加わった当時はそのサウンドも随分と厚みを増し、現在の形に近くなっていた。
2008年に、アルバム『グレート・ヴェンジャンス・アンド・ザ・フューリアス・ファイア』でデビューすると「まるでカーティス・メイフィールドとレッド・ツェッペリンがセッションしたかのよう」と称され、1960〜1970年代のロック/ソウル黄金時代の普遍的な要素をヒップホップ以降の現代の感覚で融合させたグルーヴが絶賛され、瞬く間に多くのリスナーが共鳴した。2009年にリリースされたセカンド・アルバム『ザ・ハウス・ザット・ダート・ビルト』は本国イギリスのみならず、アメリカでも大ヒットとなり、15万枚以上のセールスを記録した。
前作に収録された「How You Like Me Now?」は、全米で50%近い視聴率を記録するアメリカン・フットボールの最高の大会、スーパーボウルでプレミア上映された自動車のCMをはじめ、テレビゲーム『ドライバー:サンフランシスコ』や、クリスチャン・ベールとマーク・ウォールバーグが主演した映画『ザ・ファイター』のサウンドトラックにも起用された。また、米人気番組『レイト・ショー・ウィズ・デイヴィッド・レターマン』に出演した際は、レターマンがアンコールをリクエストするという珍事が起こった。
2014年3月1日に小栗旬が出演する「ペプシネックス ゼロ」（ペプシコーラ）のテレビCM『桃太郎「Episode.ZERO」』で楽曲「Same Ol'」が起用された。また、5月9日には、続編『桃太郎「Episode.1」』篇が公開され、フジロックフェスティバル14にも出演している。

## ディスコグラフィ

### スタジオ・アルバム
- 『グレート・ヴェンジャンス・アンド・ザ・フューリアス・ファイア』 - Great Vengeance and Furious Fire (2007年、Counter)
- 『ザ・ハウス・ザット・ダート・ビルト』 - The House That Dirt Built (2009年、Counter)
- 『ザ・グローリアス・デッド』 - The Glorious Dead (2012年、Counter)
- 『ハート&ザ・マーシレス』 - Hurt & the Merciless (2016年、Counter)
- 『サンズ』 - Sons (2019年、BMG)
- Amen (2023年、Bad Son)

### EP
- How You Like Me Now (2010年、Counter)

### コンピレーション・アルバム
- 『へヴィーウェイト』 - Heavyweight (2016年、Beat)

### シングル
- "That Kind of Man" (2007年)
- "Set Me Free" (2008年)
- "Oh No! Not You Again!" (2009年)
- "Sixteen" (2009年)
- "How You Like Me Now?" (2009年)
- "No Time" (2009年)
- "Short Change Hero" (2009年)
- "What Makes a Good Man?" (2012年)
- "Curse Me Good" (2012年)
- "Can't Play Dead" (2012年)

### 参加コンピレーション・アルバム
- Verve Remixed Christmas (2008年)
- Johnny Cash Remixed (2009年)
- Contraband - Original Motion Picture Soundtrack (2012年)

## 日本公演
2014年
- 7月26日 フジロックフェスティバル14
- 10月21日 LIQUIDROOM

2016年
- 7月23日 フジロックフェスティバル16